# Pedro Areal
Pedro Areal Abreu (Pontevedra, 31 de agosto de 1967) es un deportista español que compitió en piragüismo en la modalidad de maratón. Ganó cuatro medallas de bronce en el Campeonato Mundial de Piragüismo en Maratón entre los años 1994 y 2002.

## Palmarés internacional
| Campeonato Mundial | Campeonato Mundial             | Campeonato Mundial | Campeonato Mundial |
| Año                | Lugar                          | Medalla            | Competición        |
| ------------------ | ------------------------------ | ------------------ | ------------------ |
| 1994               | Ámsterdam (Países Bajos)       | Medalla de bronce  | C2                 |
| 1996               | Vaxholm (Suecia)               | Medalla de bronce  | C2                 |
| 2001               | Stockton-on-Tees (Reino Unido) | Medalla de bronce  | C1                 |
| 2002               | Zamora (España)                | Medalla de bronce  | C1                 |